# 洪英姫
洪 英姫（ホン・ヨンヒ、홍영희、5月16日 - ）は、在日韓国・朝鮮人の女優。声優。東京俳優生活協同組合（俳協）所属。身長163cm、特技は韓国語、歌唱、伽耶琴（カヤグム）。

## 来歴・人物
東京朝鮮歌舞団、俳協ボイスアクターズスタジオ第22期生を経て2005年、TBSの朝の情報番組『みのもんたの朝ズバッ!』のタイムコールの担当。2005年5月30日6時58分（JST）の放送で「まもなく6時58分、まもなくろくごじ…ろくじごじゅうはちふん。」とタイムコールを噛むというNGを出した事で、タイムコールは生で対応していることが判明した。この珍しい現象で『オールスター赤面申告!ハプニング大賞』（2005年秋）で中ハプニング大賞を受賞、『金スペ!オールスター赤面申告新春!ハプニング大賞2006』（2006年1月6日放送）では大ハプニング大賞を受賞した。2006年1月9日（6:25頃）の放送では、受賞を記念してスタジオの副調整室にあるナレーションブースに待機している洪英姫本人が出演した。

## 主な出演

### テレビ
- 『みのもんたの朝ズバッ!』（タイムコール）
- 『はなまるマーケット』以上TBS
- 『SmaSTATION!!』テレビ朝日
- 『チョナン・カン2』フジテレビ
- 『レディス4』テレビ東京

### 舞台
- 『与々木扇太郎一座〜瞼の母〜』（松山みかん役）

### 映画
- 『血と骨』
- 『シークレットサンシャイン』吹き替え(オ執事役）
- 『ストリングス』吹き替え
- 『がんばれグムスン』吹き替え

### ドラマ
- 『LOST』＜AXN＞(サン役／キム・ユンジン）
- 『ウェディング』＜TX＞（スジョン役）
- 『トワイライトゾーン』
- 『CSI:マイアミ』
- 『CSI:ニューヨーク』
- 『CSI:科学捜査班』

### アニメ
- 『アドベンチャー・タイム』（レイニコーン）
- 『ファイ・ブレイン 神のパズル 第3シリーズ』（レイツェルの母）

### ラジオCM
- 『新東京空港公団民営化』つくばインフォメーションセンターガイダンス（翻訳）